# Joseph Max von Vallade

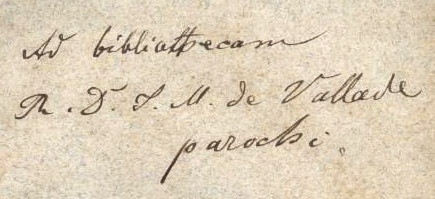
Eigenhändiger Buch-Besitzereintrag von Pfarrer Joseph Max von Vallade

Joseph Max von Vallade (* 7. August 1825 in Landau (Pfalz); † 15. Juli 1882 in Großbockenheim) war katholischer Priester im Bistum Speyer, sowie einflussreicher Förderer der Gemeinde Großbockenheim.

## Biografie

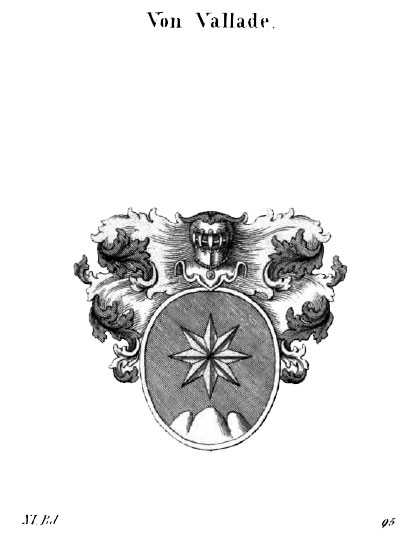
Wappen der Adelsfamilie von Vallade, 1838

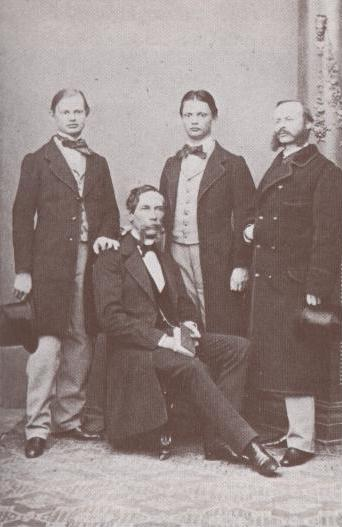
Des Pfarrers Bruder Heinrich von Vallade (ganz rechts), mit dem späteren König Ludwig III. (neben ihm), dem Miterzieher Ferdinand von Malaisé und Prinz Leopold von Bayern (links außen)

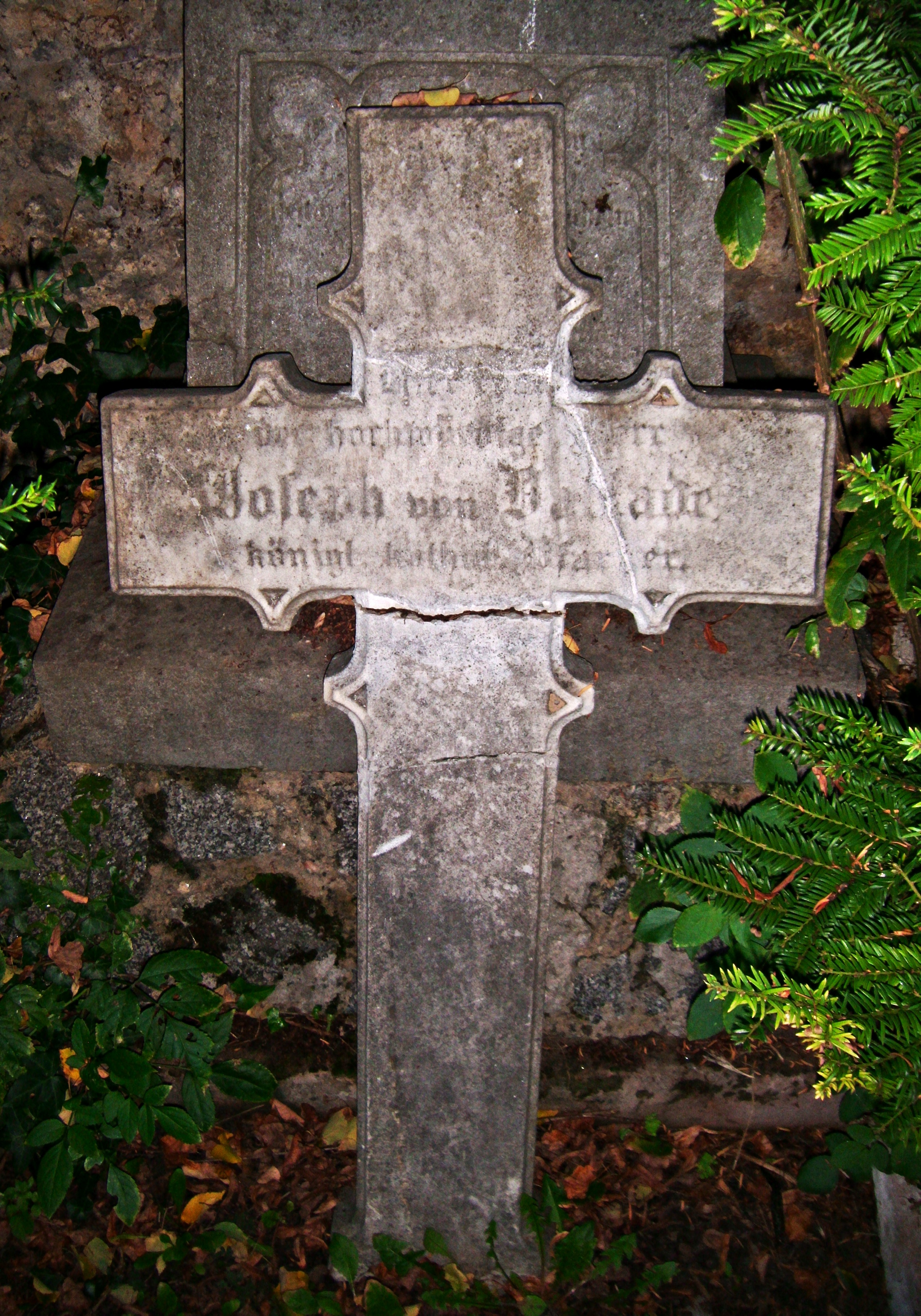
Grabstein des Priesters mit der Inschrift „Hier ruht der hochwürdige Herr Joseph von Vallade, königl. kathol. Pfarrer“

Joseph Max von Vallade entstammte einer alten bayerischen Adels- und Offiziersfamilie mit französischen Wurzeln. Er war der Sohn des damals in Landau stationierten Hauptmanns im 10. Bayerischen Infanterie-Regiment, Joseph Carl Franz von Vallade und seiner Gattin Sophia Elisabetha Henriette geb. Bellon.
Vallade wollte Geistlicher werden und wurde am 20. August 1850 von Bischof Nikolaus von Weis, im Speyerer Dom, zum Priester der Diözese Speyer geweiht. Zwei Tage später trat er sein Amt als Kaplan von Heiligenstein an, am 12. Juli 1852 wechselte er in gleicher Stellung nach Deidesheim, am 7. Dezember 1854 wurde er Administrator (Pfarrverweser) und ab 8. Februar 1855 Pfarrer von Bayerfeld. Am 4. September 1864 trat von Vallade seine letzte Pfarrstelle Großbockenheim (jetzt Bockenheim an der Weinstraße) an, wo er bis zu seinem Tode blieb.

## Besonderes
Was Pfarrer Joseph Max von Vallade aus dem Kreis seiner Amtsbrüder heraushob, war weniger sein geistliches Wirken, als seine guten Beziehungen zum Bayerischen Herrscherhaus Wittelsbach, die er auch zugunsten der ihm anvertrauten Gemeinden einsetzte. Des Priesters Bruder Heinrich von Vallade (1830–1870), bayerischer Offizier, war zusammen mit Ferdinand von Malaisé seit 1855 Erzieher und Hauslehrer der Kinder des späteren Prinzregenten Luitpold von Bayern. Insbesondere die Prinzen Ludwig (der spätere König Ludwig III.), Leopold und Arnulf wurden von ihm betreut. Nachdem letzterer sein 18. Lebensjahr vollendet hatte, trat Heinrich von Vallade 1870 aus dem Hofdienst ins Bayerische Infanterie-Leib-Regiment zurück und wurde am 8. Dezember des Jahres im Deutsch-Französischen Krieg bei Beaugency tödlich verwundet.
Joseph Max von Vallade erreichte über diese Beziehungen seines Bruders, zusammen mit dem protestantischen Pfarrer Frey und dem Ortsbürgermeister Klingel, dass sich in Bockenheim die Schulverhältnisse wesentlich verbesserten. Als für die Pfälzische Nordbahn die Strecke zwischen Grünstadt und dem hessischen Monsheim realisiert werden sollte, das Projekt aber wegen großer Kosten und Geländeschwierigkeiten stockte, entsandte die Gemeinde Bockenheim den Priester 1868 und 1869 als Deputierten nach München. Er sollte dort durch seine guten Beziehungen den Fortgang der Bauarbeiten und die Trassierung über Bockenheim sicherstellen, was ihm auch gelang. Bei der Rückkehr von seiner zweiten Fahrt konnte er in Bockenheim verkünden, dass der Bahnbau endgültig gesichert sei. 1873 wurde die Strecke fertiggestellt und Bockenheim erhielt einen Bahnhof, wodurch die Dorfentwicklung einen enormen Aufschwung nahm. 
Ortsbürgermeister Emil Wagner erinnerte bei der Einweihung des neu errichteten Bahnhaltepunktes Bockenheim in seiner Festrede am 17. Mai 2002 an die Rolle des Pfarrers beim  Bahnanschluss. 
Als der Priester 1882 im Alter von nur 57 Jahren starb, wurde er auf dem Friedhof Großbockenheim beigesetzt. Wegen seiner Verdienste um die Gemeinde Bockenheim wurden seine Gebeine 1948 exhumiert und neben der katholischen Kirche St. Lambertus (Stiegelgasse 10) neu beigesetzt. Dorthin kam auch der alte Grabstein, der zu den offiziellen Kulturdenkmälern des Dorfes zählt. Das Grab ist bis heute (2013) erhalten und wird gepflegt.